# Pietro Felter
Pietro Felter (Roè Volciano, 4 agosto 1856 – Sabbio Chiese, 25 gennaio 1915) è stato un esploratore, diplomatico e commerciante italiano.

## Biografia
Nacque il 4 agosto 1856 a Roè Volciano, in provincia di Brescia, da Antonio Felter e Diletta Baccoli, entrambi originari del Trentino emigrati in Lombardia, nella Valle del Chiese. Qui gestivano una locanda. 
Completati gli studi a Sabbio Chiese e a Salò, Pietro Felter frequentò le scuole tecniche a Breno, praticando poi come segretario e ufficiale presso il registro civile di Preseglie. Non riuscendo ad accedere all'Accademia militare di Modena, si arruolò a 17 anni nell'esercito, inizialmente destinato a Roma, al quartiere dei corazzieri. 
Rimase in servizio attivo per dieci anni, durante i quali si segnalò per numerosi atti di insubordinazione, atti che gli causarono parecchie condanne al carcere, finché non raggiunse il grado di sergente, svolgendo diverse mansioni. Infine, riuscì ad entrare all'accademia militare modenese, da dove uscì con il grado di sottotenente. In tal veste, nel 1883, prese servizio a Firenze, all'ufficio di commissariato e da qui fu ammesso all'ufficio foto topografico dove imparò alcuni rudimenti di medicina e chirurgia. 
Nel maggio 1884 si mise in aspettativa, raggiungendo la colonia italiana di Assab in Eritrea, dove cercò di liberare un gruppo di schiavi a Ralieita, per poi accogliere calorosamente il giornalista Augusto Franzoj, giunto in Africa a scopi esplorativi. Le sue iniziative, però, furono boicottate dalle autorità locali e così l'anno dopo tornò in Italia. 
Abbandonato l'esercito, si dedicò al commercio internazionale, recandosi prima ad Aden come agente delle saline Bulgarella e Guastalla, e poi dopo lo scioglimento di questa, a Perini, per conto di una casa commerciale francese che commerciava in carbone. Nel 1879 ritorna momentaneamente a Roma, proprio pochi giorni prima della missione scioana, (relativa alla regione storica dell'Etiopia) nella capitale italiana, guidata dal ras Makonnen, all'indomani della firma del trattato di Uccialli. 
Dal 1890  l'esploratore italiano si reca nella città etiope di Harar, dove ebbe un ruolo importante nelle trattative diplomatiche tra il governo Italiano e le autorità locali abissine, conseguenti all'abbandono della regione storica dello Scioa da parte del rappresentante italiano, conte Pietro Antonelli. In questa opera fu coadiuvato dalla moglie, Agostina de Glatignée, vedova de La Porte, dalla quale ebbe cinque figli: Antonio, Maria Diletta, nata in Italia nel 1891, Piera, nata nell'Harar nel 1892 e tenuta a battesimo dallo stesso ras Makonnen, oltre ad essere stata sorella di latte di ras Tafari, il futuro imperatore Hailé Selassié I, Marco, nato in Italia nel 1896 e Alba, nata nel 1897. 
Come corrispondente della casa commerciale Bienenfield di Aden e corrispondente ufficioso del governo italiano, Felter riuscì a intervenire presso Ras Makonnen per salvare, in numerose occasione, i suoi compatrioti situati in un'area ostile alla penetrazione italiana, a dimostrazione delle simpatie createsi sul suo conto da parte degli etiopi. 
Ad esempio fece liberare dal ras etiope gli scienziati Pietro Candeo ed Enrico Baudi di Vesme, recuperando anche tutto il loro materiale scientifico sequestrato; recuperò la corrispondenza del conte Augusto Salimbeni, rimasta nella regione storica dello Scioa, mentre nel 1892, quando questi si recò nell'Harar per definire certe questioni di confine, lo fece liberare dal ras del piccolo centro di frontiera di Biocaboba, dove era stato arrestato. Quando però Menelik II ordinò a ras Makonnen di partire per il nord, questi fece avvertire Felter di mettersi in salvo e raggiungere Zeila (dove l'italiano giunse nel l'ottobre 1895), e di rimanervi finché non avesse ricevuto comunicazioni da parte sua dopo aver conferito con l'imperatore. 
Poi, sollecitato a riprendere contatto con il ras, dopo molte vicissitudini l'italiano si recò al campo nemico il 7 gennaio 1896, in tempo per assistere all'assedio di Macallè da parte degli abissini e consegnare, il giorno dopo, una missiva da parte di Menelik destinata al generale Oreste Baratieri. Ebbe poi parte rilevante nelle laboriose trattative che dovevano portare all'evacuazione del presidio italiano di Macallé, al comando del colonnello Galliano, che poterono uscire con l'onore delle armi il 21 gennaio 1896. 
Per tali meriti, Felter ricevette la Medaglia d'oro al valor militare. Ma la gratitudine italiana si fermò qui, perché in seguito venne accusato in Parlamento dall'on. Pantaleoni di aver comprato la liberazione del contingente italiano con svariati milioni, derivati dalla sua casa di commercio come credito nei confronti di Makonnen. Infine, dopo tante promesse di incarichi prestigiosi e importanti, Felter fu costretto ad accettare la carica di commissario italiano di Assab, ovvero la base più disagiata dei domini coloniali italiani, dove rimase fino al 1907, finché non tornò in Italia mezzo cieco e minato dalla lebbra. 
Morì il 25 gennaio 1915 a Sabbio Chiese, a 59 anni, a causa della malattia contratta in Africa. Otto mesi dopo sarebbe morto anche il figlio Marco, tenente degli alpini durante la prima guerra mondiale. Nel 1936 la figlia Alba tornò nell'Harar per cercare di riottenere il patrimonio paterno nella regione, ottenendo però solo un riconoscimento formale, da parte del governo italiano, dei possessi dei Felter nell'Harar.